# Mull

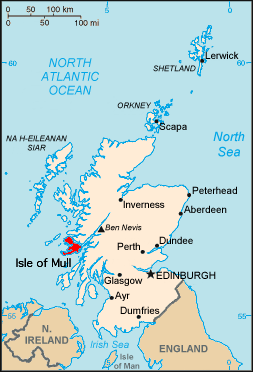
Mull elhelyezkedése Skóciában

Mull (skót nyelven Muile, [ˈmulə]) a Belső-Hebridák második legnagyobb szigete Skye után. Skócia nyugati partvidékén található. Közigazgatásilag Argyll és Bute-hoz tartozik. Területe körülbelül 845 négyzetkilométer. 2001-es adatok szerint lakosainak száma 2667.

## Természeti földrajza
Mull partvonala 480 kilométer hosszú. A klímáját a Golf-áramlat határozza meg. A sziget belseje hegyvidékes, legmagasabb pontja a 966 méter magas Ben More. Számos mocsaras félszigete van.
Mulltól nyugatra több kisebb lakott és lakatlan sziget található: Erraid, Inch Kenneth, Iona és Ulva. Ezeknél is kisebbek: Eorsa, Gometra, Little Colonsay, a Treshnish-szigetek és Staffa a Fingal's Cave-vel.
A turisták számára a legjobb időszak a május és a június, valamint a késő augusztus és a szeptember. Egyéb időszakokban a szigetet ellepik a muslicák és a bögölyök. A Hebridák összes szigete közül Mull a legcsapadékosabb, bármikor eshet az eső.

## Története
Mull i. e. 6000 körül, a Würm-glaciális után egy-két ezer évvel népesült be. A bronzkori lakosok menhireket, kőköröket építettek. Az i. e. 600-tól 400-ig terjedő időszakban erődöket és mesterséges szigeteket alakítottak ki. A korai keresztény korszak 6. században kezdődött, mikor az Írország felől érkező Szent Kolumba monostort alapított a közeli Iona szigeten. A 14. században Mull része lett a Szigetek Kormányzóságnak. 1493-ban a szigetet átvette a Maclean klán, 1681-ben pedig a Campbell klán.
Amikor 1588-ban II. Fülöp Anglia ellen küldte az Armadát, néhány hajó elkeveredett egészen a Hebridákig. Itt viharba kerültek, és az egyik hajó, a Florida, Tobermorynál süllyedt el, állítólag 300 000 font értékű arannyal a fedélzetén. A búvárok ténykedése nyomán azonban csupán fadarabok, egy tengerész karkötője és egy ezüstkanál került elő a tenger mélyéről. 1773-ban a szigetet meglátogatta Samuel Johnson és James Boswell is.
Mull lakosainak száma 10-11 000 körül volt egészen a 18–19. századig, amikor drámaian visszaesett. A visszaesésnek több oka volt. Az egyik, hogy a 18–19. században átszervezték a mezőgazdaságot, ezért sokakat arra kényszerítettek, hogy máshová költözzenek. Az 1846-os krumplivész során is sokan meghaltak illetve elköltöztek. Jelenleg[mikor?] körülbelül 2500-an laknak a szigeten. Az elmúlt években a lakosság számát növelték az új beköltözők. Nyáron, a fő idegenforgalmi szezonban mintegy 8000 lakosa van a szigetnek, akik kiszolgálják az évente érkező 600 000 turistát. A sziget lakosai főként a turizmusból élnek, mellette háztáji gazdálkodással foglalkoznak, halásznak és whiskeyt állítanak elő.

## Közlekedés
Mullt komppal lehet megközelíteni, Obanból indulnak a járatok és főképp Craignure-ben kötnek ki 40 perces hajózás után, de a sziget más pontjai is megközelíthetőek komppal. A szigeten a legtöbb helyet el lehet érni busszal. Mintegy 140 mérföldnyi úthálózat van kiépítve, majdnem mind egysávos, és nem a legjobb minőségűek, így néha több időbe telhet egyik helyről a másikra jutni. A legjobb szakaszok Craignure–Salen és egy néhány mérföldnyi szakasz délre Tobermorytól Salen felé. Benzinkút nincs sok a szigeten és messze vannak egymástól. A birkák is néha megnehezítik a közlekedést, mert elállják az utat. Kerékpárral jól be lehet járni a szigetet, számos kölcsönző működik.

## Települések
Mull székhelye Tobermory. Rajta kívül több apró település található a szigeten, összesen mintegy 2500 lakossal. Mull települései:
| - Tobermory - Dervaig - Calgary - Burg - Kilninian - Ulva Ferry - Gruline | - Salen - Carsaig - Bunessan - Scoor - Uisken - Ardalanish - Knockvologan | - Fidden - Fionnphort - Lochbuie - Lochdon - Craignure - Garmony - Fishnish |

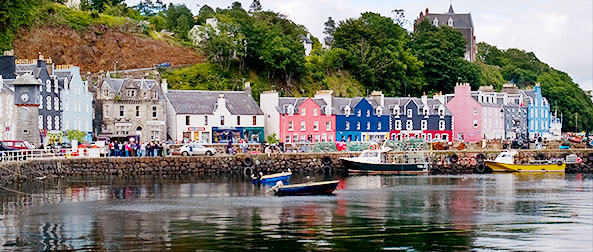
Tobermory

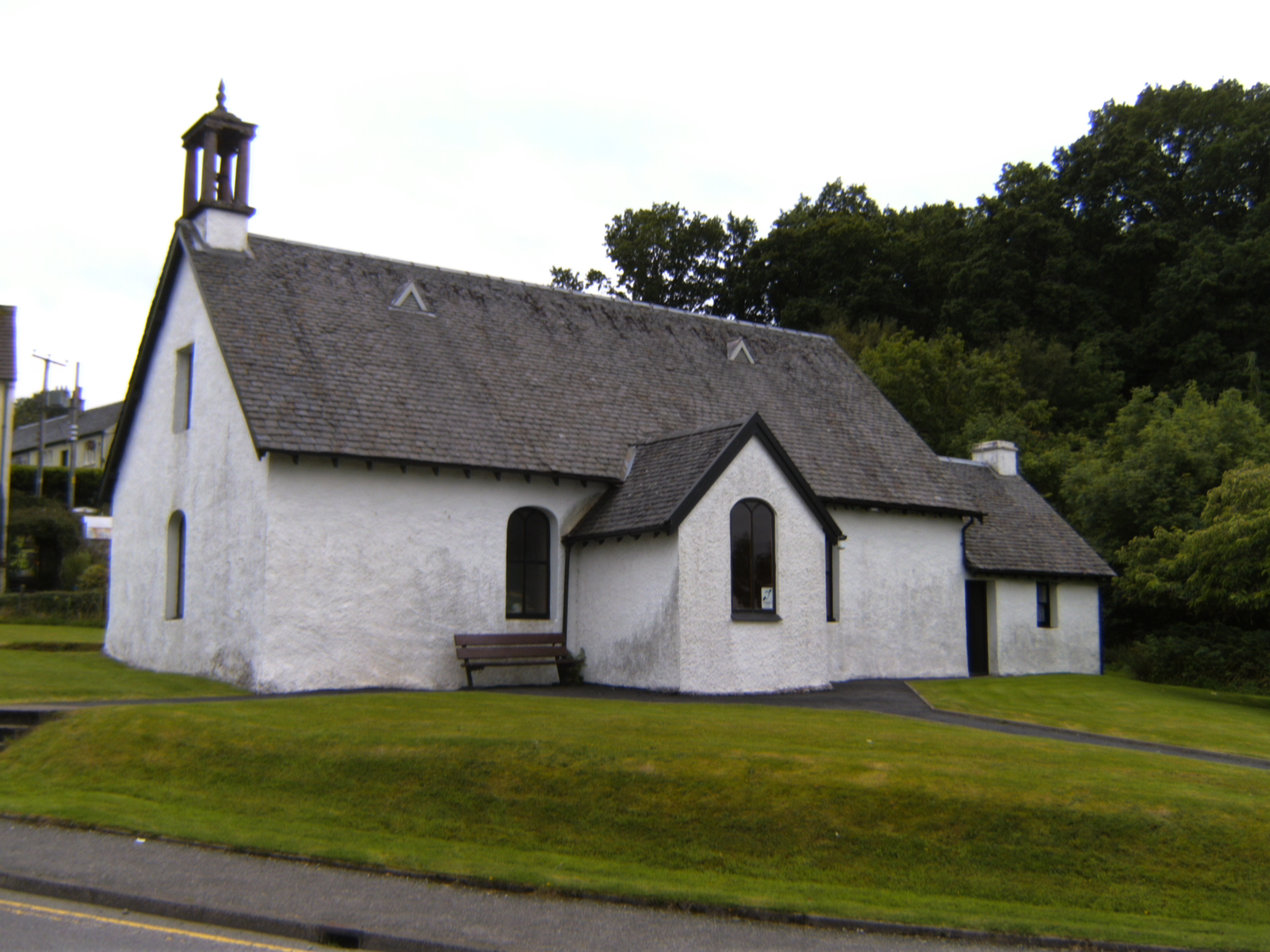
Craignure-i templom

Craignure a Mull szigeti érkezési pont a legtöbb turista számára. Alig áll többől, mint egy házsor, de hozzá közel található a Torosay kastély. Salen egy apró falu félúton Craignure és Tobermory között. A sziget legkeskenyebb részén fekszik, ezért kiváló kiindulópontja a kirándulásoknak. Salen körül több érdekes látnivaló akad: többek között az Aros kastély romjai és a MacQuarrie Mauzóleum. Salenből indulnak a sziget vadvilágát felfedező szafarik. Dervaig egy Tobermorytól nyugatra lévő kicsi falu, fehérre meszelt házakkal. A Loch Cuin csúcsánál fekszik. Látnivalói a Kilmore templom és a Mull-i Kis Színház. Egy mérföldre Dervaigtől található az Old Byre Örökség Központ. Calgary 5 mérföldre nyugatra helyezkedik el Dervaigtől a Calgary-öböl partján. Egy meredek emelkedő tetejéről át lehet látni Coll és Tiree szigetére. A kanadai várost e településről nevezték el szintén Calgarynak, mivel sok emigráns ebből a városból indult el Kanada felé a 18-19. századi kitelepítések idején. A Ross of Mull-félszigeten található Bunessan falu, ahol a Ross of Mull Történelmi Központban mindent meg lehet tudni a félsziget történetéről. Fionnphort a félsziget legnyugatibb csücskén található, innen indulnak a csak személyszállító kompok a közeli Iona szigetre. A kis faluban, ami csak néhány házból autóparkolóból, egy boltból és egy pubból áll, található a Columba Központ, amiben Szent Kolumba életéről tekinthető meg egy kiállítás.
A sziget székhelye Tobermory. A ragyogó színekre festett házak, amik az öböl partján állnak, a 18. század végén épültek, amikor a Brit Halászati Társaság megalapította Tobermoryt, mint heringhalászati kikötőt. Manapság már jachtok állnak a kikötőben. Tobermoryba komppal lehet átkelni, amik csatlakoznak a faluba érkező helyi buszjárathoz. Tobermory látnivalóihoz tartozik a Mull Múzeum, a Tobermory Szeszfőzde és az An Tobar művészeti központ. Tobermoryban készül egy csokoládéspecialitás is, amit a helyi whiskeyvel töltenek meg, és egy helyi díjnyertes hagyományosan készített sajtfajta is. Tobermoryból több kirándulás tehető a környékre, amik keretében a tengeri élővilágot mutatják be, de lehet halászni-horgászni is, vagy terepjárón felfedezni Mull vadvilágát.

## Művészetek
Mull szigetén számos híres játékfilmet forgattak, többek között Az arany rabjai-t (1971), a Hegylakó 4. – A játszma végét a Tű a szénakazalbant és a Harry Potter néhány jelenetét. Több természetfilmet is forgattak a szigeten.
A Mull Színházat a Skót Művészeti Tanács alapította meg Dervaigben 1966-ban, és a „Világ legkisebb professzionális színháza” volt a Guinness Rekordok Könyve szerint. AN TOBAR-t, ami egy sokoldalú művészeti központ, 1997-ben alapították Tobermoryban.

## Látnivalók

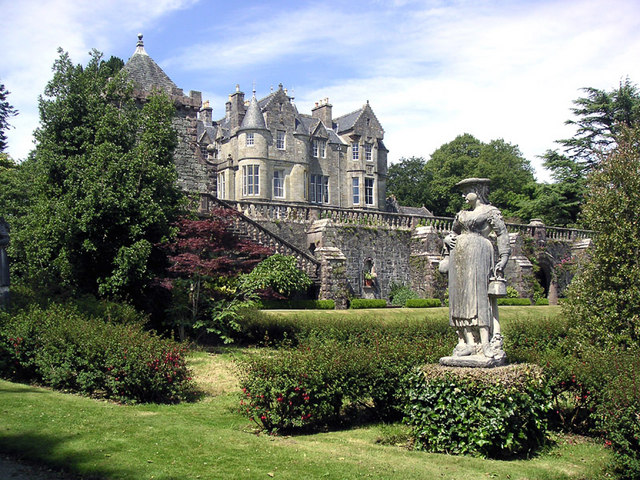
Torosay kastély

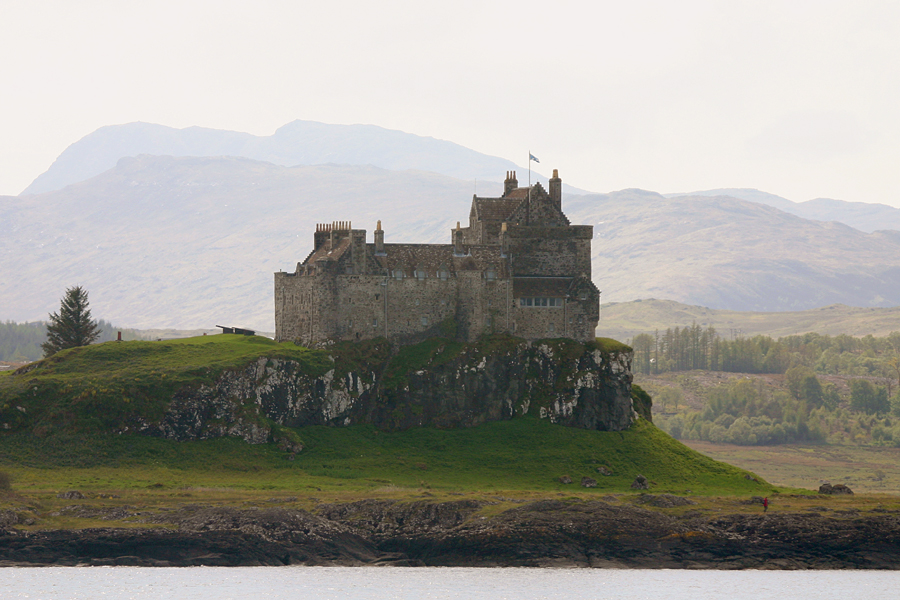
Duart kastély

### Fesztiválok, rendezvények
- Mull Zenei Fesztivál (Mull Music Festival), amit április utolsó hétvégéjén tartanak, skót népzenét játszanak.
- Mendelssohn on Mull fesztivál, amit július elején tartanak mintegy 10 napon át. A fesztivált Mendelssohn emlékére hozták létre, aki 1829-ben meglátogatta a szigetet.
- Tobermory Highland Játékok (Tobermory Highland Games), július 22-én tartják
- Tour of Mull Rally, rallyverseny októberben, ami az egyik szakasza a skót rallybajnokságnak.

### Kastélyok
- Torosay kastély. Craignure-től délre található másfél mérföldre, kert is tartozik hozzá. Craignureből a Mull and West Highland Railwayjel lehet a legkönnyebben elérni, ami gőz- és dízelmozdony által húzott kisvasút. Bárói kastély, ahol látogatókat szívesen látják, kézbe lehet venni a tárgyakat és meg lehet nézni családi fotóalbumokat is. A kastélyban láthatóak Edward korabeli bútorok és festmények Landseertől és Sargenttől. A kertet Lorimer tervezte. A kastélyban található az Isle of Mull Weavers, ahol a takácsszakma tradícióit lehet tanulmányozni és meg lehet nézni a Kells gold and Silversmiths galériát és műhelyt is, ahol arany- és ezüst ötvösműveket állítottak ki.
- Duart kastély. A kastély Torosaytől keletre található néhány mérföldre. A Maclean klán ősi fészke a 13. században épült, remek kilátással a Loch Linnhe-re és a Sound of Mullra. A kastély legfőbb látnivalója a torony, ami a 14. század végén épült, amikor a kastély a duarti Macleanek fő rezidenciája lett. Mull szigete 1746-ig volt a klán birtokában, a kastély ezután másfél évszázadig elhagyatva állt. 1911-ben a klán akkori vezetője, Sir Fitzroy Donald Maclean ezredes megvásárolta a kastélyt és helyreállította.
- Aros kastély romjai. Salentől északra található a 14. században épített Aros kastély romjai. A legendák úgy tartják, hogy a Tobermory partjainál 1588-ban elsüllyedt spanyol gályákról származó arany még ma is a romok alatt fekszik.

### Egyéb látnivalók, programok
- Old Byre Örökség Központ (Old Byre Heritage Center), nem messze Dervaigtől.
- A vadvilágot felfedező túrák Salenből indulnak. A túra során a látogatók láthatnak aranysasokat, fehérfarkú tengeri sasokat, héjákat, vadászsólymokat, fókákat, delfineket és számtalan más állatot.
- MacQuarrie Mauzóleum. Salentől 4 mérföldre délnyugatra található ez a mauzóleum, amiben Lachlan MacQuarrie tábornok maradványait őrzik. Új-Dél-Wales kormányzója volt, és úgy is ismert, mint "Ausztrália atyja".
- Kilmore templom. Dervaigben található, különlegessége a ceruzaformájú torony, amiből Skóciában csak rajta kívül csak egy van, Dunfermline-ben, Fife szigetén.
- Mull-i Színház. A legkisebb hivatásos színház volt Nagy-Britanniában, mindössze 43 férőhelyes.
- Mull Múzeum. Tobermoryban található, egy régi pékségben. A sziget történetét mutatja be.
- Tobermory Szeszfőzde. Vezetett túrákkal megtekinthető.
- An Tobar. Művészeti központ Tobermoryban, amit egy régi iskolaépületben alakítottak ki. Kiállításokat, zenei előadásokat és műhelyeket szerveznek itt.

## Fordítás
Ez a szócikk részben vagy egészben  az   Isle of Mull című angol Wikipédia-szócikk ezen változatának fordításán alapul.  Az eredeti cikk szerkesztőit annak laptörténete sorolja fel. Ez a jelzés csupán a megfogalmazás eredetét és a szerzői jogokat jelzi, nem szolgál a cikkben szereplő információk forrásmegjelöléseként.